# Uggelbosjön
Uggelbosjön är en sjö i Skinnskattebergs kommun i Västmanland och ingår i Norrströms huvudavrinningsområde. Sjöns area är 0,04 kvadratkilometer och den befinner sig 69 meter över havet.